# Maceda (Galiza)
Maceda é um município da Espanha na província de Ourense, comunidade autónoma da Galiza. Tem 102 km² de área e em 2021 tinha 2 849 habitantes (densidade: 27,9 hab./km²).

## Demografia
| Variação demográfica do município entre 1991 e 2004 | Variação demográfica do município entre 1991 e 2004 | Variação demográfica do município entre 1991 e 2004 | Variação demográfica do município entre 1991 e 2004 |
| --------------------------------------------------- | --------------------------------------------------- | --------------------------------------------------- | --------------------------------------------------- |
| 1991                                                | 1996                                                | 2001                                                | 2004                                                |
| 3400                                                | 3467                                                | 3241                                                | 3262                                                |

## Património edificado
- Castelo de Maceda